# فيلادلفيا دائما مشمسة (الموسم السابع)
الموسم السابع من المُسلسل الكوميدي الأمريكي فيلادلفيا دائماً مشمسة، بدأ عرضهُ في 15 سبتمبر، 2010، على قناة "FX". وتكون من 14 حلقة، إنتهى عرضهُ في 15 ديسمبر، 2011.

## الممثلين والشخصيات

### شخصيات رئيسية
- تشارلي داي بدور تشارلي كيلي (13 حلقة)
- غلين هاورتون بدور دينيس رينولدز (13 حلقة)
- روب ماكيلهيني بدور ماك (13 حلقة)
- كايتلين اولسون بدور دياندرا رينولدز (13 حلقة)
- داني ديفيتو بدور فرانك رينولدز (13 حلقة)

### شخصيات متكررة
- ماري إليزابيث إليس بدور النادلة (3 حلقات)
- ديفيد هورنسبي بدور ماثيو «ريكيتي كريكت» مارا (2 حلقتان)
- كاثرين ريتمان بدور مورين بونديروسا (2 حلقتان)
- ساشا رويز بدور أدريانو كالفانيز (2 حلقتان)
- جودي غرير بدور إنغريد «فاتي ماغوو» نيلسن

### ضيوف الحلقات
- آلانا أوباك بدور روكسي
- آرتيميس بيبداني بدور آرتيميس
- جون بوليتو بدور جينو
- لانس ريديك بدور ريجي
- جيسيكا كولنز بدور جاكي ديناردو
- ويليام مورغان شيبارد بدورالأب كولن
- كاليب فولويل
- نيثن فولويل
- جاريد فولويل
- جيسون سوديكس بدور شميتي

## الحلقات
| تسلسل إجمالي | تسلسل الموسم | عنوان الحلقة "بالإنجليزية"                           | إخراج                      | كتابة                                   | تاريخ العرض    | رمز الإنتاج | عدد المشاهدين بالمليون |
| ------------ | ------------ | ---------------------------------------------------- | -------------------------- | --------------------------------------- | -------------- | ----------- | ---------------------- |
| 72           | 1            | "Frank's Pretty Woman"                               | مات شاكمان                 | سكوت ماردر وروب روزيل                   | 15 سبتمبر 2011 | XIP07002    | 2.28                   |
| 73           | 2            | "The Gang Goes to the Jersey Shore"                  | مات شاكمان                 | ديف وجون تشيرنين                        | 22 سبتمبر 2011 | XIP07012    | 1.93                   |
| 74           | 3            | "Frank Reynolds’ Little Beauties"                    | مات شاكمان                 | سكوت ماردر وروب روزيل                   | 29 سبتمبر 2011 | XIP07011    | 2.03                   |
| 75           | 4            | "Sweet Dee Gets Audited"                             | مات شاكمان                 | روب ماكيلهيني، تشارلي داي وغلين هاورتون | 6 أكتوبر 2011  | XIP07010    | 1.82                   |
| 76           | 5            | "Frank's Brother"                                    | مات شاكمان                 | ديفيد هورنسبي                           | 13 أكتوبر 2011 | XIP07004    | 1.42                   |
| 77           | 6            | "The Storm of the Century"                           | مات شاكمان                 | تشارلز دبليو. هورنسبي                   | 20 أكتوبر 2011 | XIP07008    | 1.52                   |
| 78           | 7            | "Chardee MacDennis: The Game of Games"               | مات شاكمان                 | تشارلي داي وروب ماكيلهيني               | 27 أكتوبر 2011 | XIP07001    | 1.38                   |
| 79           | 8            | "The ANTI-Social Network"                            | مات شاكمان                 | تشارلي داي وغلين هاورتون                | 3 نوفمبر 2011  | XIP07003    | 1.69                   |
| 80           | 9            | "The Gang Gets Trapped"                              | مات شاكمان                 | لوف راكي                                | 10 نوفمبر 2011 | XIP07009    | 1.32                   |
| 81           | 10           | "How Mac Got Fat"                                    | راندال اينهورن ومات شاكمان | سكوت ماردر وميهار سيثي                  | 17 نوفمبر 2011 | XIP06004    | 1.26                   |
| 82           | 11           | "Thunder Gun Express"                                | مات شاكمان                 | ديف وجون تشيرنين                        | 1 ديسمبر 2011  | XIP07007    | 1.52                   |
| 83           | 12           | "The High School Reunion"                            | مات شاكمان                 | غلين هاورتون وروب ماكيلهيني             | 8 ديسمبر 2011  | XIP07005    | 1.40                   |
| 84           | 13           | "The High School Reunion Part 2: The Gang's Revenge" | مات شاكمان                 | غلين هاورتون وروب ماكيلهيني             | 15 ديسمبر 2011 | XIP07006    | 1.32                   |

## وصلات خارجية
- قائمة حلقات فيلادلفيا دائما مشمسة  على قاعدة بيانات الأفلام على الإنترنت